# قلعه قیس‌آباد
قلعه قیس آباد مربوط به دوره قاجار است و در شهرستان خوسف، روستای قیس آباد واقع شده و این اثر در تاریخ ۲۳ شهریور ۱۳۸۲ با شمارهٔ ثبت ۱۰۱۸۹ به‌عنوان یکی از آثار ملی ایران به ثبت رسیده‌است.